# OpenWebNet
OpenWebNet je komunikacijski protokol, projektiran in razvit s strani podjetja Bticino iz leta 2000. Omenjeni protokol je bil ustvarjen za bus SCS povezavo, ki bi omogočal interakcijo z vsemi funkcijami na voljo od MyHome sistema za avtomatizacijo domov z uporabo programske opreme
Nedavni razvoj dogodkov dovoljuje uporabo OpenWebNet protokola za interakcijo z različnimi sistemi avtomatizacije domov npr. sistemi, ki teneljijo na bus KNX in DMX z uporabo določenih prehodov (gateway)
Standard OpenWebNet je razširjen preko skupnosti MyOpen

## Protokol OpenWebNet
Protokol je zasnovan tako, da je neodvisen od uporabljenih komunikacijskih sredstev. Tako lahko uporabnik uporabi denimo aplikacijo na PC-ju, ki je direktno povezan s sistemom za avtomatizacijo doma, ki ga želi upravljati, preko etherneta, serijskega RS232 ali USB vhoda.
Kdorkoli lahko zaprosi za razširitev sporočil, ki sestavljajo jezik za interakcijo z določenimi področji, ki jih želi upravljati. Zadostuje že posredovanje prošnje RFC (Request for Comments), ki bo pregledana, če odgovarja sintaksi protokola OpenWebNet.

### SINTAKSA
Posamezno sporočilo OpenWebNet protokola je sestavljeno iz posameznih polj, ki eno za drugim določajo vsebovano informacijo. 
Te so strukturirane iz polj različnih dolžin, ki so med seboj ločeni s posebnimi znaki npr. `*`  in zaključeni z `##`
Dovoljeni znaki v poljih so številke in #
Struktura sporočila je tako naslednja:
- polje1*polje2*...*poljeN##

Danes so dovoljena naslednja tipa polj:
- KDO
- KJE
- KAJ
- VELIKOST
- VREDNOST

KDO
Poišče namestitveno funkcijo v sistemu , kateri je namenjen ukaz 
na primer: KDO = 1 , poišče sporočila, ki so namenjena upravljanju razsvetljave
KJE
Poišče skupne elemente katerim je informacija namenjena
Lahko je posamičen element, grupa elementov ali posamezno okolje v notranjosti sistema, ipd
Za vsak KDO ( in za vsako funkcijo) je opredeljena tabela za KJE
KJE lahko vsebuje tudi neobvezne parametre določene na sledeči način:
KJE#PAR1#PAR2#....#PARn#
Primer: vse luči skupine 1, senzor 2 cone 1 protivlomnega sistema, itd..
KAJ
Locira posamezno akcijo za izvedbo ali prebere določeno stanje
Za vsak KDO ( in tako za vsako funkcijo) je opredeljena tabela za KAJ
KAJ lahko vsebuje tudi neobvezne parametre določene na sledeči način:
KAJ#PAR1#PAR2#....#PARn#.
Primer delovanja: prižgi luč, dimmer naj bo 75%, spusti žaluzijo, vklopi radio, itd...
Primer statusa: luč prižgana, alarm vključen, prazna baterija, itd...
VELIKOST
Locira velikost za predmet kateremu pripada sporočilo.
Za vsak KDO ( in tako za vsako funkcijo) je določena tabela VELIKOSTI
Možno je zahtevati/prebrati/napisati vrednost velikosti. Za vsako velikost v polju VREDNOST je določena številka vrednosti.
Primer velikosti: temperatura senzorja, glasnost zvočnika, verzija programa posamezne naprave ipd,.. 
VREDNOST
Poišče napisano ali prebrano vrednost, ki je bila poslana/prebrana/zahtevana v sporočilu

### SPOROČILA
Opredeljeni so štirje tipi sporočil: 
- sporočila Ukaza/Statusa
- sporočila zahtevka statusa
- sporočila zahtevkov/branja/pisanja velikosti
- sporočila potrditev

Sporočila Ukaza/Statusa
```
*KDO*KAJ*KJE##
```

Sporočila zahtevka statusa
```
*#KDO*KJE##
```

Sporočila zahtevkov/branja/pisanja velikosti
```
Zahtevek:
*#KDO*KJE*VELIKOST##
```

```
Branje:
*#KDO*KJE*VELIKOST*VREDNOST1*....VREDNOSTn##
```

```
Pisanje:
*#KDO*KJE*VELIKOST*VREDNOST1*.....VREDNOSTn##
```

Sporočila potrditev(Acknowledge)
```
ACK:
*#*1##
```

```
NACK:
 *#*0##
```

## Gateway OpenWebNet
Možnost je se povezati z bus SCS preko prehodov (gateway)
Obstajajo dva tipa prehodov (gateway), ki komunicirata preko različnih standardov komunikacij:
- Gateway ethernet ( baziran na Linux)
- Gateway USB / RS232

Gateway ethernet
To so web Serverji, ki služijo za prevajalnike med sporočili OpenWebNet in TCP/IP 
Možno je kontrolirati tri različne BUS
- BUS SCS
- Konnex
- DMX

Gateway USB / RS232
Gre za Gateway, ki deluje kot prevajalnik sporočil OpenWebNet poslanih preko USB ali preko serijskega vhoda RS232 in sporočil BUS SCS

## PRIMERI
Primeri sporočil OpenWebNet
- Sporočila Ukazov

Izklop luči na naslovu 77
```
*1*0*77##
```

KDO = 1

KAJ = 0

KJE = 77
- Sporočila statusa

Aktivacija scenarija 1, scenarijskega modula na naslovu 23
```
*0*1*23##
```

KDO = 0

KAJ = 1

KJE = 23
- Sporočila zastevkov statusa

Zahtevek statusa termostata na naslovu 1
```
*#4*1##
```

KDO = 4

KJE = 1
- Sporočila zastevkov velikosti

Zahtevek izmerjene temperature termostata na naslovu 44
```
*#4*44*0##
```

CHI = 4

DOVE = 44

GRANDEZZA = 0
- Sporočila branja velikosti

Izmerjena temperatura termostata na naslovu 44
```
*#4*44*0*0251*2##
```

KDO = 4

KJE = 44

VEIKOST = 0

VREDNOST1 = 0251 (T=+25,1 °C)

VREDNOST2 = 2 (Sistem "klimatizacije")
- Sporočila pisanja velikosti

Nastavi glasnost v prostoru 2 na 50%
```
*#16*#2*#1*16*##
```

KDO = 4

KJE = #1

VELIKOST = 1

VREDNOST1 = 16